# نشان ظفر
نشان ظفر (ترکی آذربایجانی: «Zəfər" ordeni) یکی از مدالهای جمهوری آذربایجان است. این نشان به مناسبت پیروزی جمهوری آذربایجان در جنگ دوم قره‌باغ تأسیس شد.

## تاریخچه
در ۱۱ نوامبر سال ۲۰۲۰، الهام علی‌اف، رئیس‌جمهوری آذربایجان، هنگام عیادت از نظامیان زخمی شده آذربایجانی در جریان جنگ ناگورنو قره‌باغ (۲۰۲۰) از تأسیس نشانهای جدید در این کشور خبر داده و دستورهای مربوط در راستای اعطاء نشان‌ها و جوایزی به غیرنظامیان و نظامیانی که قهرمانی‌ها و حماسه‌آفرینی‌هایی در میدان جنگ و جبهه عقب از خود نشان دادند، صادر کرد. وی همچنین در اقدامی اسامی این مدال‌ها را پیشنهاد داد. در جلسه علنی مجلس ملی این کشور به تاریخ ۲۰ نوامبر سال ۲۰۲۰، پیش نویس قانون اصلاح «قانون تأسیس نشان‌ها در جمهوری آذربایجان» اعلام وصول شد.
طی همان جلسه، نشان ظفر آذربایجان به دلیل پیروزی جمهوری آذربایجان در جنگ دوم قره باغ و با اتکا به قانون یادشده، به تأسیس رسید.

## اعطاء

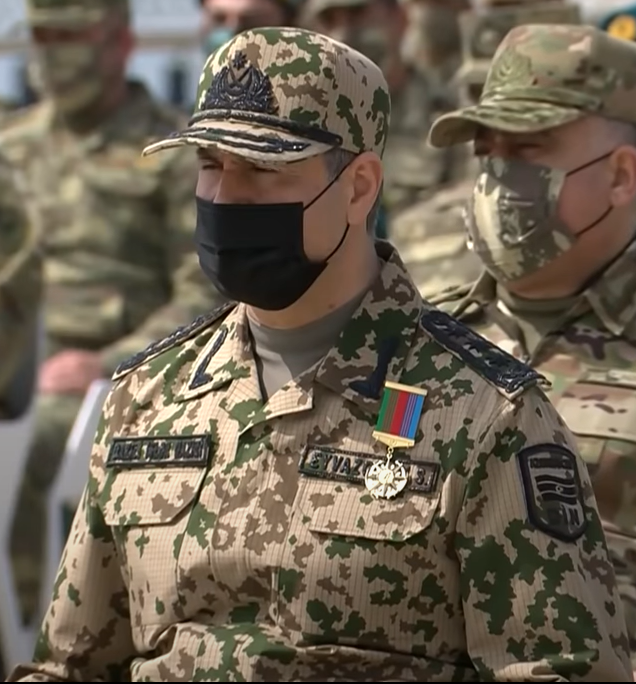
ولایت ایوازوف با حکم پیروزی

به فرمان الهام علی‌اف، رئیس‌جمهوری آذربایجان، مورخ ۹ دسامبر سال ۲۰۲۰، به ۳۳ افسر آذربایجانی، شامل دو تن پس از مرگشان، نشان ظفر اهدا شد. به موجب همان فرمان، ذاکر حسن‌اف، وزیر دفاع، ولایت ایوازوف، وزیر کشور، الچین قلی‌اف، رئیس نیروی مرزبانی، علی نقی‌اف، رئیس سرویس امنیت دولتی، اورخان سلطان‌اف رئیس سرویس اطلاعات خارجی جمهوری آذربایجان، آیاز حسنوف، قائم مقام رئیس ستاد کل، و بابک سمیدلی، معاون فرمانده سپاه دوم ارتش آذربایجان مشمول دریافت کنندگان این نشان شدند.

## امتیاز
نشان ظفر در پاس «حرفه‌ای‌گری بالا در مدیریت عملیات نظامی که به آزادسازی سرزمین‌های راهبردی و مهم همچون شهرکها، شهرستانها، شهرها و احیاء مرزهای دولتی انجامید»، اعطاء می‌شود. بنابر مصوبه «ایجاد نشان‌های جمهوری آذربایجان»، مدال ظفر یک درجه کوچک‌تر از نشان حیدر علی‌اف و یک درجه بالاتر از نشان قره‌باغ می‌باشد.